# Voćna komina
Voćna komina je proizvod u proizvodnji voćnog vina i soka. Ostatak je tiještenja svježeg voća, fermentirana ili nefermentirana. Kod voćnih vina, dopušteno je bojanje prirodno crvenog vina od jezgričavog ili bobičastog i koštičavog voća svježim kominama ili sokovima iste skupine voćnih vrsta. Zakonski je zabranjeno proizvoditi voćno vino od komine ili taloga.